# Blanche Bay
Blanche Bay est une baie située près de Rabaul, dans la province de Nouvelle-Bretagne orientale, en Papouasie-Nouvelle-Guinée. La baie porte le nom du HMS Blanche, qui a exploré la baie sous le commandement du captain Cortland Simpson en 1872.